# カステル・ダッツァーノ
カステル・ダッツァーノ（伊: Castel d'Azzano）は、イタリア共和国ヴェネト州ヴェローナ県にある、人口約12,000人の基礎自治体（コムーネ）。

## 地理

### 位置・広がり

#### 隣接コムーネ
隣接するコムーネは以下の通り。
- ブッタピエトラ
- ヴェローナ
- ヴィガージオ
- ヴィッラフランカ・ディ・ヴェローナ

### 気候分類・地震分類
気候分類では、zona E, 2487 GGに分類される。
また、イタリアの地震リスク階級 (it) では、zona 3 (sismicità bassa) に分類される。

## 行政

### 分離集落
カステル・ダッツァーノには、以下の分離集落（フラツィオーネ）がある。
- Azzano, Beccacivetta, Rizza, San Martino